# Hospital de Móstoles (metropolitana di Madrid)
Hospital de Móstoles è una stazione della linea 12 della metropolitana di Madrid. Si trova nelle vicinanze dell'ospedale di Móstoles.

## Storia
La stazione è stata inaugurata l'11 aprile 2003, nell'ambito del progetto di ampliamento che comprende Metrosur.
A seguito di lavori, nel 2014 e il 2015, la stazione rimase chiusa. La ragione di questi lavori è stata la sostituzione delle rotaie e della massicciata. I miglioramenti, che hanno avuto un costo di 12,5 milione di euro, hanno permesso ai treni di circolare a più di 70 chilometri all'ora rispetto ai 30 chilometri con cui circolavano prima dei lavori.

## Interscambi
- 1, 2, 3
- 520, 521, SE3